# Centrum Polityczne (Rosja)
Centrum Polityczne (ros. Политический центр, Политцентр) – organizacja polityczna i zbrojna utworzona w listopadzie 1919 r. w Irkucku przez syberyjskich eserowców i mienszewików. Zorganizowane przez nią zbrojne wystąpienie w Irkucku na przełomie lat 1919 i 1920 doprowadziło do ostatecznego obalenia rządów białych na Syberii i zrzeczenia się przed adm. Aleksandra Kołczaka tytułu najwyższego wielkorządcy. Centrum Polityczne nie zdołało jednak utrzymać się u władzy ani utworzyć, zgodnie ze swoimi planami, demokratycznego państwa obejmującego Syberię. Niepopularne wśród uzbrojonych irkuckich robotników i pozbawione początkowego wsparcia Korpusu Czechosłowackiego, już 21 stycznia 1920 r. zostało zmuszone oddać władzę w mieście w ręce bolszewickiego komitetu wojskowo-rewolucyjnego.

## Powstanie Centrum Politycznego
Po utracie Omska przez biały rząd adm. Kołczaka utworzona przez niego na Syberii administracja szybko uległa rozpadowi. Chociaż naczelny dowódca białych na Syberii zdołał wycofać się do Irkucka, obiecał zwołanie Zgromadzenia Państwowego i dokonał zmian w swoim rządzie, jego ministrowie nie mieli już autorytetu i posłuchu, a siły białych systematycznie topniały wskutek masowych dezercji. Po raz pierwszy od połowy r. 1918 wzrosło znaczenie socjalistycznych, niebolszewickich organizacji na Syberii.
W maju 1919 r. kierownictwo partii eserowskiej wezwało te swoje struktury, które w żaden sposób nie współpracowały z Kołczakiem, do podjęcia działań na rzecz obalenia jego rządu, z zastrzeżeniem, że miało się to odbywać ściśle niezależnie i bez współpracy z bolszewikami. Eserowscy przywódcy mieli nadzieję odegrania roli trzeciej siły w wojnie domowej. Partia eserowców na Syberii była jednak tak słaba i zdziesiątkowana represjami, jakie wymierzyli w nią biali w poprzednich miesiącach, że aż do lata 1919 r. nie miała faktycznie możliwości działania. Dopiero po tym, gdy kontrofensywa Armii Czerwonej, a po niej operacje ufijska i czelabińska zmusiły armię Kołczaka do opuszczenia Uralu, eserowcy oficjalnie odtworzyli swój Związek Syberyjski i biuro wojskowe. Zdecydowali, że ich celem jest zwołanie syberyjskiego soboru ziemskiego, obalenie Kołczaka i wynegocjowanie zawieszenia broni z nadchodzącą Armią Czerwoną. Zakładano, że bolszewicy zgodzą się na takie rozwiązanie, a wówczas eserowcy utworzą na wschodniej Syberii i na Dalekim Wschodzie rząd tymczasowy, zwołają syberyjskie Zgromadzenie Ustawodawcze, doprowadzą do końca interwencji, a syberyjskie państwo utworzy z Moskwą federację pod warunkiem demokratycznego charakteru tamtejszego rządu.
We wrześniu 1919 r. w Tomsku grupa prawicowych eserowców i mienszewików powołała do życia Komitet na rzecz zwołania soboru ziemskiego z komórkami w Krasnojarsku, Władywostoku oraz Irkucku. 5 września opublikowane zostało wezwanie do obalenia "okrutnych rządów" Kołczaka i zwołania soboru w Irkucku. Początkowo ogłoszono, że delegatami na sobór automatycznie zostają delegaci na II wszechsyberyjski zjazd ziemstw i dum miejskich, jaki miał odbyć się w maju w Tomsku, ale został zakazany przez rząd Kołczaka, pod warunkiem dotarcia na miejsce obrad w Irkucku. Okazało się jednak, że do miasta nad Angarą dotarło jedynie szesnastu delegatów, co skłoniło inicjatorów do obniżenia rangi zgromadzenia. Eserowcy nie odstąpili jednak od zamiaru obalenia władzy Kołczaka poprzez serię przewrotów w najważniejszych ośrodkach Syberii. Nie mogli przy tym liczyć na poparcie masowe, gdyż w Irkucku, Krasnojarsku i Władywostoku robotnicy byli skłonni raczej popierać bolszewików. Postanowiono zatem poszukiwać poparcia wśród rozczarowanych białych oficerów, a następnie porozumieć się z Korpusem Czechosłowackim oraz interwencyjnymi siłami amerykańskimi, francuskimi i brytyjskimi.
Do początku października 1919 r. organizacja eserowców miała już komórki we wszystkich większych miastach Syberii. Najważniejszym ośrodkiem był Władywostok, gdzie już latem 1919 r. miał miejsce strajk powszechny przeciwko białym, stłumiony przez ekspedycje karne. Dlatego tam akcja przeciwko Kołczakowi mogła spotkać się z największym entuzjazmem. Syberyjscy eserowcy liczyli na to, że reprezentanci interwentów poprą ich wystąpienie. Jednak podjęta 17 listopada próba zbrojnego wystąpienia nie zdobyła poparcia interwentów, nie przerodziła się w masowe powstanie i została szybko i krwawo stłumiona. Natomiast 5 dni wcześniej w Irkucku odbyła się planowana tajna konferencja przedstawicieli ziemstw i dum miejskich, na której powołano do życia Centrum Polityczne. Jego celem miało być obalenie rządów białych na Syberii i powołanie niezależnego rządu w regionie. Centrum zyskało natychmiastowe poparcie Korpusu Czechosłowackiego, który spodziewał się, że upadek Kołczaka ułatwi Czechom opuszczenie Rosji; przedstawiciel Korpusu Boris Pavlu był obecny na konferencji założycielskiej.

## Działalność Centrum Politycznego od listopada 1919 do stycznia 1920 r.

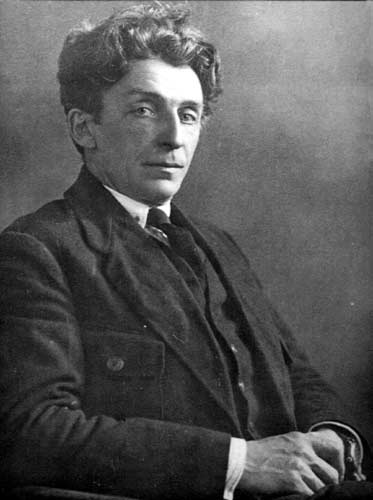
Przywódca Politcentru Fłorijan Fiodorowicz

Na czele Centrum Politycznego stanął Fłorijan Fieodorowicz, którego zastępcami byli I. Achmatow i W. Kosminski. Wokół organizacji skupiły się wszystkie siły polityczne Syberii wrogie Kołczakowi i niechętne bolszewikom. W Irkucku idea niepodległej, demokratycznej Syberii zyskała pewien rezonans wśród żołnierzy i oficerów białych. Według części źródeł Centrum Polityczne bezpośrednio otrzymywało też broń od Korpusu Czechosłowackiego.
W drugiej połowie grudnia 1919 r. Centrum Politycznemu udało się wzniecić serię udanych powstań przeciwko białym na zachodniej Syberii. Wreszcie 19 grudnia z inspiracji eserowskiego ośrodka rozpoczęło się antykołczakowskie powstanie na stacji Czeriemchowo, w ważnym ośrodku przemysłowym 80 km na zachód od Irkucka, gdzie biali oficerowie przeszli na stronę Centrum Politycznego, a następnie wystąpienia zbrojne w Bałagansku, Niżnieudinsku i Krasnojarsku. Centrum Polityczne nie utrzymało jednak władzy w Czeriemchowie, gdyż robotnicy z miejscowych kopalni niemal natychmiast po obaleniu rządów Kołczaka zorganizowali się w czerwonych milicjach i nawiązali kontakt z probolszewickimi partyzantami. Władza w czeriemchowskim zagłębiu węglowym przeszła w ręce bolszewickiego komitetu rewolucyjnego.
Zaniepokojeni aktywnością Centrum Politycznego biali oficerowie w Irkucku 22 grudnia podjęli próbę rozbicia socjalistów, zanim admirał Kołczak nie uzyska ze wschodu pomocy wojsk  Grigorija Siemionowa, nadal kontrolującego Daleki Wschód. Do 24 grudnia biali aresztowali ok. 150 działaczy związanych z Centrum. W tej sytuacji kierownictwo eserowców postanowiło przyspieszyć wybuch powstania zbrojnego w samym Irkucku, rozpoczynając walkę na robotniczych przedmieściach miasta, w pierwszej kolejności w Głaskowie, gdzie stacjonował zdemoralizowany 53 pułk Armii Syberyjskiej. Po ponad tygodniu walk i po negocjacjach z przedstawicielami kołczakowskiego rządu 4-5 stycznia Centrum Polityczne przejęło władzę w Irkucku. Był to koniec rządów białych na Syberii. 4 stycznia adm. Kołczak podpisał w pociągu, na stacji w Niżnieudinsku, akt zrzeczenia się władzy na Syberii na rzecz dowódcy Sił Zbrojnych Południa Rosji gen. Antona Denikina, co było gestem czysto symbolicznym, i na Dalekim Wschodzie na rzecz Siemionowa. Jeszcze w nocy z 4 na 5 stycznia uzbrojone oddziały Centrum Politycznego aresztowały dwóch z trzech czołowych ministrów ostatniego białego rządu, na czele z ministrem spraw wewnętrznych Aleksandrem Czerwen-Wodalim i ministrem dróg łączności Aleksiejem Łarionowem (z "triumwiratu", kierującego rządem, z Irkucka wydostał się jedynie gen. Michał Chanżyn). Tego samego dnia Irkuck opuściły ostatnie oddziały białych na czele z Leonidem Skipietrowem i Konstantinem Syczowem. Przed odejściem z miasta porwali oni z więzienia 31 więźniów politycznych (eserowców, w tym czołowych działaczy Centrum Politycznego, i bolszewików), których 6 stycznia zamordowali.
15 stycznia 1920 r. Korpus Czechosłowacki oficjalnie wydał w ręce Centrum Politycznego adm. Kołczaka, jego towarzyszkę Annę Timiriewą i ostatniego premiera białego rządu na Syberii Wiktora Piepielajewa, w zamian za prawo swobodnej ewakuacji z Irkucka i rejonu Bajkału.

## Upadek Centrum Politycznego
Władza Centrum Politycznego w Irkucku okazała się całkowicie nietrwała i zależna wyłącznie od poparcia Korpusu Czechosłowackiego. Organizacja bolszewicka w Irkucku zdołała sformować swoje oddziały zbrojne jeszcze podczas powstania rozpoczętego przez Politcentr, a jej znaczenie jeszcze wzrosło, gdy w pierwszych dniach stycznia 1920 r. połączyła siły z czerwonymi partyzantami Nestora Kalarandaszwilego, docierającymi do Irkucka. Popularność Centrum Politycznego wśród robotników i innych mieszkańców Irkucka jeszcze spadła, gdy okazało się, że do administracji tworzonej przez nowy rząd są zapraszani ludzie skompromitowani swoimi działaniami za rządów Kołczaka. W dniach 10-12 stycznia kongres robotników kolejowych ogłosił brak zaufania dla Centrum Politycznego, a 12 stycznia lokalne związki zawodowe zażądały przeprowadzenia wyborów do rady robotniczej. Centrum Polityczne starało się utrzymać kontrolę nad sytuacją, powołując tymczasową ludową Radę Syberyjską, złożoną z delegatów ziemstw, chłopstwa i organizacji robotniczych, jednak rozpoczęcie przez nią pracy 12 stycznia zostało w znacznej mierze zbojkotowane. 13 stycznia Centrum ogłosiło rozwiązanie bolszewickich milicji robotniczych, ale nie było w stanie wyegzekwować tego rozkazu.
Widząc panujące w mieście nastroje i wyraźną wrogość ze strony syberyjskiego komitetu bolszewików delegacja Centrum Politycznego z Konogowem i Achmatowem 11 stycznia udała się pociągiem do Tomska na spotkanie z komitetem wojskowo-rewolucyjnym 5 Armii Czerwonej (kierowanym przez Iwana Smirnowa), która prowadziła w ostatnich miesiącach działania ofensywne przeciwko wojskom Kołczaka. Eserowcy i mienszewicy liczyli na porozumienie, sądząc, że bolszewicki rząd był zbyt zajęty walką z Siłami Zbrojnymi Południa Rosji na froncie południowym oraz wojną z Polską i mógłby zaakceptować odrębne, buforowe państwo na Syberii. Podczas rozmów, jakie odbyły się 18 stycznia, Iwan Smirnow wyraził zgodę na utworzenie buforowego państwa zarządzanego przez Centrum Polityczne z granicą przebiegającą na zachód od Bajkału, również z Irkuckiem. Rozwiązanie takie telegraficznie zaakceptował również Lenin. Zanim jednak delegacja Centrum wróciła do Irkucka, dowiedziała się, że w samym mieście struktury eserowsko-mienszewickiego rządu przestały funkcjonować i oddały władzę bolszewickiemu komitetowi wojskowo-rewolucyjnemu. Faktycznie 20 stycznia, na wieść o zbliżaniu się do Irkucka sił białych, których liczebność była w mieście jedynie przedmiotem spekulacji, bolszewicy zwołali naradę dowódców swoich milicji oraz przywódców irkuckich lewicowych eserowców. Ogłoszono na niej, iż bolszewicy, sami nie wierząc w skuteczną obronę miasta przez Centrum Polityczne, przejmują w nim kontrolę, powołując swój tymczasowy komitet wojskowo-rewolucyjny na czele z Aleksandrem Szyriamowem, a na 25 stycznia zwołując posiedzenie rady robotniczej. 21 stycznia przedstawiciele Korpusu Czechosłowackiego uznali rządy bolszewików w Irkucku, pod warunkiem, że ci z kolei uszanują jego ustalenia dotyczące ewakuacji Czechów zawarte z eserowcami. Nie mając innego wyjścia, przedstawiciele Centrum Politycznego oddali władzę bolszewikom.